# Король Петро Олексійович
Петро Олексійович Король — старший солдат Нацгвардії, що загинув у ході російського вторгнення в Україну у 2022 році.

## Біографія[1][2]
Народився 21 грудня 1997 року в АР Крим, селище Приморський. Переїхав після анексії Криму.
Співзасновник мілітарі ком'юніті "Company Group Team" .
В 2018 році вступив у 8-й полк ССО, бо мав бажання звільнити свою землю від окупанта. В 2021 перевівся в Азов . 
Був прихильником здорового способу життя, займався спортом, любив біг. Бачив красу цього світу через об'єктив плівкового фотоапарата. Хобі була гітара, дуже полюбляв грати та співати для друзів .
Помічник гранатометника 1-го відділення розвідки взводу розвідки спеціального призначення 1-го батальйону оперативного призначення ОЗСП «Азов» 
Загинув в бою у ході російського вторгнення в Україну у м. Маріуполь 10.03.2022 р.
10 червня 2023 року відбулося прощання з воїном у Київському крематорії по вулиці Байкова, 16. Урна з прахом воїна перебуває в «Company Group Team» .

## Нагороди
Нагороджений відзнакою «Козацький хрест» ІІ ступеню.
Відзначений почесним нагрудним знаком «За взірцевість у військовій службі» ІІІ ступеню.
Указом президента України нагороджений орденом «За мужність» ІІІ ступеню (посмертно).